# Willi Damm
Willi Damm (* 15. Februar 1930 in Leipzig; † 4. Januar 2012 in Berlin) war ein Generalmajor des Ministeriums für Staatssicherheit (MfS) der Deutschen Demokratischen Republik (DDR). Er war langjähriger Leiter der Abteilung X (Internationale Verbindungen) des MfS.

## Leben
Der Sohn eines Mechanikers trat 1945 der KPD (1946 nach der Zwangsvereinigung von SPD und KPD Mitglied der SED) bei. Nach der mittleren Reife absolvierte er von 1946 bis 1948 eine Lehre als Industriekaufmann und besuchte anschließend zwei Jahre die Fremdsprachenschule für Russisch. 1950 wurde er als Dolmetscher bei der 5. Volkspolizeibereitschaft Sachsen eingestellt. Bald darauf wechselte er in die Hauptverwaltung Ausbildung des Ministeriums des Innern der DDR nach Berlin. Im selben Jahr wurde er beim MfS, Abteilung VIIa eingestellt (ab 1951 Abteilung I, VP-Bereitschaften). Von 1952 bis 1954 besuchte er einen Lehrgang für Richter und Staatsanwälte an der Deutschen Akademie für Staat und Recht (DASR). 1954 wechselte er zur Hauptabteilung (HA) IX (Untersuchungsorgan) der MfS-Zentrale nach Berlin. Von 1955 bis 1957 absolvierte er ein Jura-Fernstudium an der DASR, welches er als Diplom-Jurist abschloss. Als Hauptmann wurde er 1956 zum Leiter der Abteilung X ernannt. Diese war zum einen für die Zusammenarbeit mit den Sicherheitsorganen befreundeter Staaten, zum anderen für MfS-interne Übersetzungsarbeiten zuständig. 1963/64 folgte ein zweites externes Studium an der DASR, wodurch Damm den Titel des Diplom-Staatswissenschaftler erwarb. Am 1. Februar 1980 wurde er vom Vorsitzenden des Nationalen Verteidigungsrates der DDR, Erich Honecker, zum Generalmajor ernannt. Im Zuge der Wende in der DDR wurde Damm am 6. Dezember 1989 von seiner Funktion entbunden und im Januar 1990 entlassen. Seitdem lebte Damm als Rentner in Berlin-Hohenschönhausen.